# L'Orgie des vampires
Pour plus de détails, voir Fiche technique et Distribution.
L'Orgie des vampires (Il mostro dell'Opera) est un film d'épouvante fantastique italien réalisé par Renato Polselli et sorti en 1964.

## Synopsis
Une troupe de théâtre loue un local pour y jouer une pièce. Il s'agit d'un ancien opéra français abandonné depuis longtemps. Une jeune fille, Christine, qui chante dans une troupe de sopranos, rencontre un étrange jeune homme, le fantôme, puis disparaît pendant plusieurs jours. De retour après une longue absence, Christina paraît aux autres plus belle qu'avant et sa voix est bien meilleure qu'auparavant, ce qui provoque une jalousie insurmontable de la prima donna de la troupe, Carlotta. Cependant, Christina commence bientôt à se transformer en vampire, et le Fantôme nouvellement réapparu tente de transformer pareillement tous les autres membres de la troupe en suceurs de sang.

## Fiche technique
- Titre français : L'Orgie des vampires[1]
- Titre original italien : Il mostro dell'Opera[2]
- Réalisation : Renato Polselli
- Scénario : Renato Polselli, Ernesto Gastaldi, Giuseppe Pellegrini
- Photographie : Ugo Brunelli
- Montage : Otello Colangeli
- Musique : Aldo Piga
- Décors : Demofilo Fidani
- Production : Ferdinando Anselmetti, Oscar Brazzi
- Sociétés de production : Nord Industrial Film
- Pays de production :  Italie
- Langue originale : italien
- Format : Noir et blanc - Son mono - 35 mm
- Genre : Film d'épouvante fantastique
- Durée : 80 minutes
- Dates de sortie :
  - Italie : 30 juin 1964
  - France : 23 juillet 1969[1]

## Distribution
- Marco Mariani (it) (sous le nom de « Marc Marian ») : Sandro
- Giuseppe Addobbati (sous le nom de « John McDouglas ») : Stefano
- Barbara Howard : Giulia
- Alberto Archetti (sous le nom d'« Albert Archett ») : Achille
- Carla Cavalli : Aurora
- Aldo Nicodemi (it) (sous le nom de « Boris Notarenko ») : Aldo
- Milena Vukotic : Carlotta

## Production
La production du film a été très perturbée. Produit par Oscar Brazzi, le frère de Rossano Brazzi, le tournage a commencé en 1961, mais en raison de problèmes budgétaires, il ne s'est achevé qu'en 1964,.
Initialement conçu comme une suite du film d'épouvante de Polselli de 1960 La Maîtresse du vampire, le film avait pour titre provisoire Il vampiro dell'opera, mais en raison de la diminution de l'intérêt du public italien pour les films de vampires, il a finalement été renommé, remplaçant le mot vampire par monstre (« mostro »).
Ernesto Gastaldi est crédité comme scénariste, mais selon lui, il n'a écrit que l'argument et n'a apporté que quelques corrections au scénario,. Le film a été tourné à Narni.